# Совет нации (Алжир)
Совет нации (араб. مجلس الأمة‎, фр. Conseil de la nation) является верхней палатой парламента Алжира. Он состоит из 144 членов, 2/3 из которых избираются непрямым голосованием и 1/3 из которых назначаются президентом.
Абдель Кадер Бенсалах был избран председателем Совета нации 2 июля 2002 года, переизбран 11 января 2007 года и 10 января 2008 года. Зохра Дриф была избрана на пост заместителя председателя Совета нации 10 сентября 2002 года, переизбрана 7 марта 2007 года и 8 марта 2008 года.

## Состав
Совет Нации состоит из 144 членов, из которых:
- 96 избираются непрямым голосованием;
- 48 назначаются Президентом Алжира.

## Выборы
Существует 48 двухместных избирательных округов (по два мандата в округе), соответствующих числу административных единиц Алжира.
Выборы проводятся большинством голосов в двух турах коллективом избирателей, состоящим из избранных народными собраниями (около 15 000 членов).
Кандидат в Совет Нации должен быть не моложе сорока лет. Срок полномочий составляет шесть лет. Совет обновляется каждые полтора года.